# Theaterschule Aachen
Die Theaterschule Aachen für Schauspiel • Regie • Musical ist eine Ergänzungsschule für Theater und Film. Sie hat ihren Sitz in den Räumen der Barockfabrik, eines Kulturhauses in Trägerschaft der Stadt Aachen.

## Geschichte
Als Vorstandsvorsitzender des gemeinnützigen Vereins Aachener Kultur und Theaterinitiative (AkuT) hat Tom Witkowski verschiedene Theatergruppen betreut. Hieraus entstand bei einem Teil der Mitglieder der Wunsch nach professionellem Schauspielunterricht. Daraufhin gründete und leitete Witkowski 1996 die Akademie für freies Theater Aachen (Akademie ff). AKuT übernahm auch die Trägerschaft und alle notwendigen Formalitäten zur staatlichen Anerkennung als Berufsfachschule. Zum Team der Dozenten gehörte auch der damalige Intendant des Grenzlandtheaters Manfred Langner. Die Räume der Akademie waren im Welthaus, An der Schanz 1. Im Jahr 1999 wurde ein neuer Förderverein gegründet und die Juristin Susanne Fischer als Verwaltungsdirektorin der Akademie ff eingestellt, die als Theaterschule Aachen neue Räume in der Theaterstraße 7 bezog. Andrei Mekke und Olga Romanovskaja übernahmen die Künstlerische Leitung. Die Trägerschaft ging von AKuT auf den neuen Förderverein über. Von 2015 bis 2017 befand sich die Theaterschule in den Räumen des ehemaligen Bürgerzentrums der Pfarre St. Fronleichnam in der Schleswigstraße.
Nachdem Manfred Langner die Intendanz der Stuttgarter Schauspielbühnen übernommen hatte, wurde das Team der Dozenten neu strukturiert und die Kurt-Sieder-Preisträgerin Ingeborg Meyer ab 2011 als neue Künstlerische Leiterin der Theaterschule Aachen e. V. eingesetzt. Ihr zur Seite steht ein qualifiziertes Dozententeam, welches von renommierten Gastdozenten wie beispielsweise Nadine Kiesewalter, oder Michael Witte unterstützt wird. Im Herbst 2024 übernahm der Aachener Schauspieler und Regisseur Roman Kohnle die Künstlerische Leitung der Schule.

## Vollzeitausbildung
Als anerkannte Berufsfachschule ist die Theaterschule Aachen BAföG-berechtigt. Im Rahmen einer dreijährigen Vollzeitausbildung bildet sie Schülerinnen und Schüler zum Schauspieler aus. Darüber hinaus bietet sie die Möglichkeit, einen Abschluss als Regisseur/Regisseurin oder Musicaldarsteller/Musicaldarstellerin zu erlangen.
Die Ausbildung beruht hauptsächlich auf dem „Stanislawski-System“ von Konstantin Sergejewitsch Stanislawski, dem Method Acting von Lee Strasberg und der Schauspieltechnik von Keith Johnstone sowie weiteren anerkannten Lehrmethoden unter anderem von Bertolt Brecht. Darüber hinaus besteht eine Zusammenarbeit mit der Filmschule ART ON THE RUN in Berlin.

## Abschlussprüfung mit Bühnenreife
Bei bestandener Abschlussprüfung erlangen die Teilnehmer den Abschluss der Bühnenreife. Diese berechtigt zum Vorsprechen bei der Künstlervermittlung der Zentrale Auslands- und Fachvermittlung (ZAV) in Bonn. Über ihre Agenturen in Köln, Berlin, Hamburg, Hannover, München, Stuttgart und Leipzig können Absolventen als professionelle Schauspieler zum Vorsprechen bei Theater und Film von der Bundesanstalt für Arbeit in den Sparten Schauspiel, Musiktheater, Orchester, Film und Fernsehen, Unterhaltung und Werbung vermittelt werden. Darüber hinaus profitieren die angehenden Schauspieler und Schauspielerinnen von der Kooperation der ZAV-Künstlervermittlung mit dem European Employment Services (EURES), einem Zusammenschluss der EU-Arbeitsverwaltungen und der engen Zusammenarbeit mit anderen europäischen Künstlervermittlungen und ausländischen Hochschulen.

## Voraussetzung zur Ausbildung
Die formellen Voraussetzungen für eine Ausbildung an der Theaterschule Aachen sind das Mindestalter von 16 Jahren, der Nachweis eines Schulzeugnisses sowie ein Gesundheitszeugnis und ein phoniatrisches Gutachten eines Hals-Nasen-Ohren-Arztes. Die endgültige Aufnahme wird schließlich durch eine erfolgreiche Aufnahmeprüfung bestehend unter anderem aus kreativen Spielen und Auftritten sowie Monologen und Songs erlangt.
In einer Zeit, in der von den Schauspielern und Schauspielerinnen ein variables Einsatzkonzept erwartet wird, wird in der Auswahl und der Ausbildung großer Wert auf Kreativität, Selbstständigkeit und Eigenverantwortung gelegt.

## Unterrichtsfächer
Schauspiel
- Grundlagen, schauspielerische Techniken, Improvisation, Monolog, Szenenstudium

Sprechen
- Stimmbildung, Chorsprechen, Arbeit am Text, Mikrofonarbeit

Gesang
- Chor, Lied, Chanson, Sprechgesang

Bewegung
- Tanz, Körpertraining, Bühnenkampf, Bühnenfechten, Akrobatik, Jonglage

Camera Acting
Regie (bei zusätzlicher Wahl)
Musical (bei zusätzlicher Wahl)
Theoretische Fächer
- BWL, Philosophie, Deutsch, Politik, Theatergeschichte

Weitere Inhalte
- Casting Training, Marketing, Kostümkunde, Bühnenbild, Bühnentechnik, Maske